# Blötskinn
Blötskinn (Radulomyces confluens) är en svampart som först beskrevs av Elias Fries, och fick sitt nu gällande namn av Mads Peter Christiansen 1960. Blötskinn ingår i släktet Radulomyces och familjen mattsvampar.  Arten är reproducerande i Sverige. Inga underarter finns listade i Catalogue of Life.

## Källor

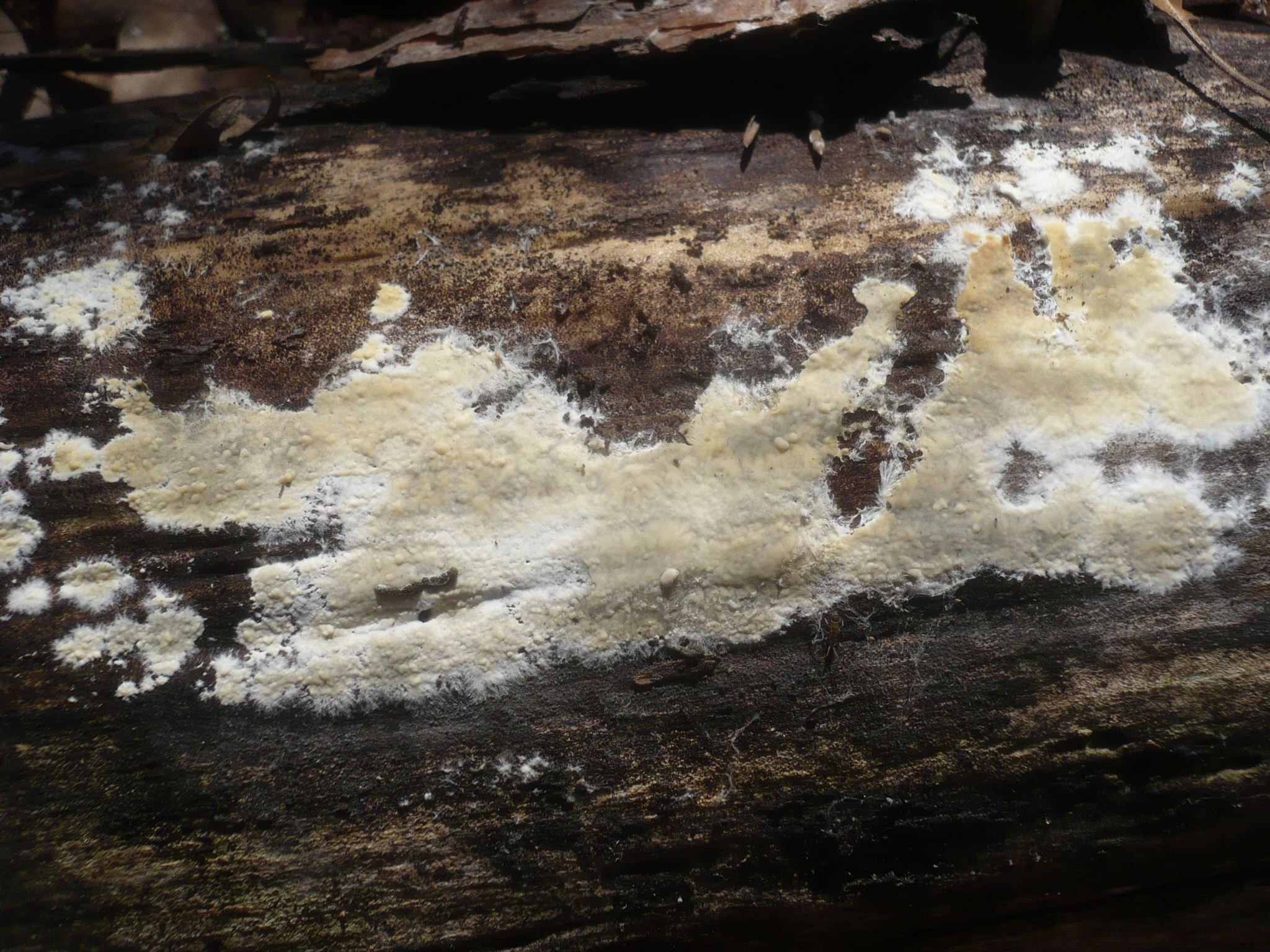
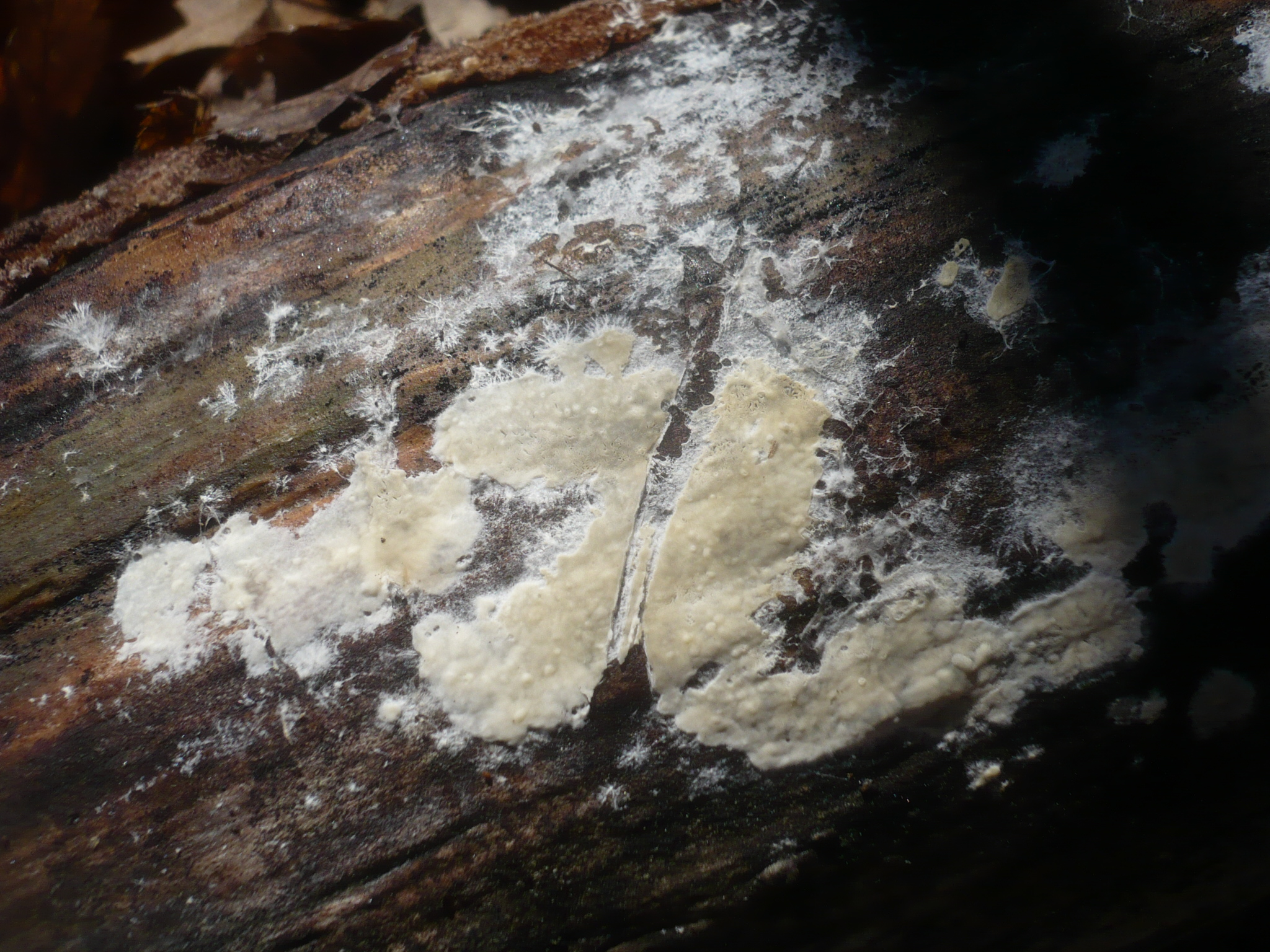
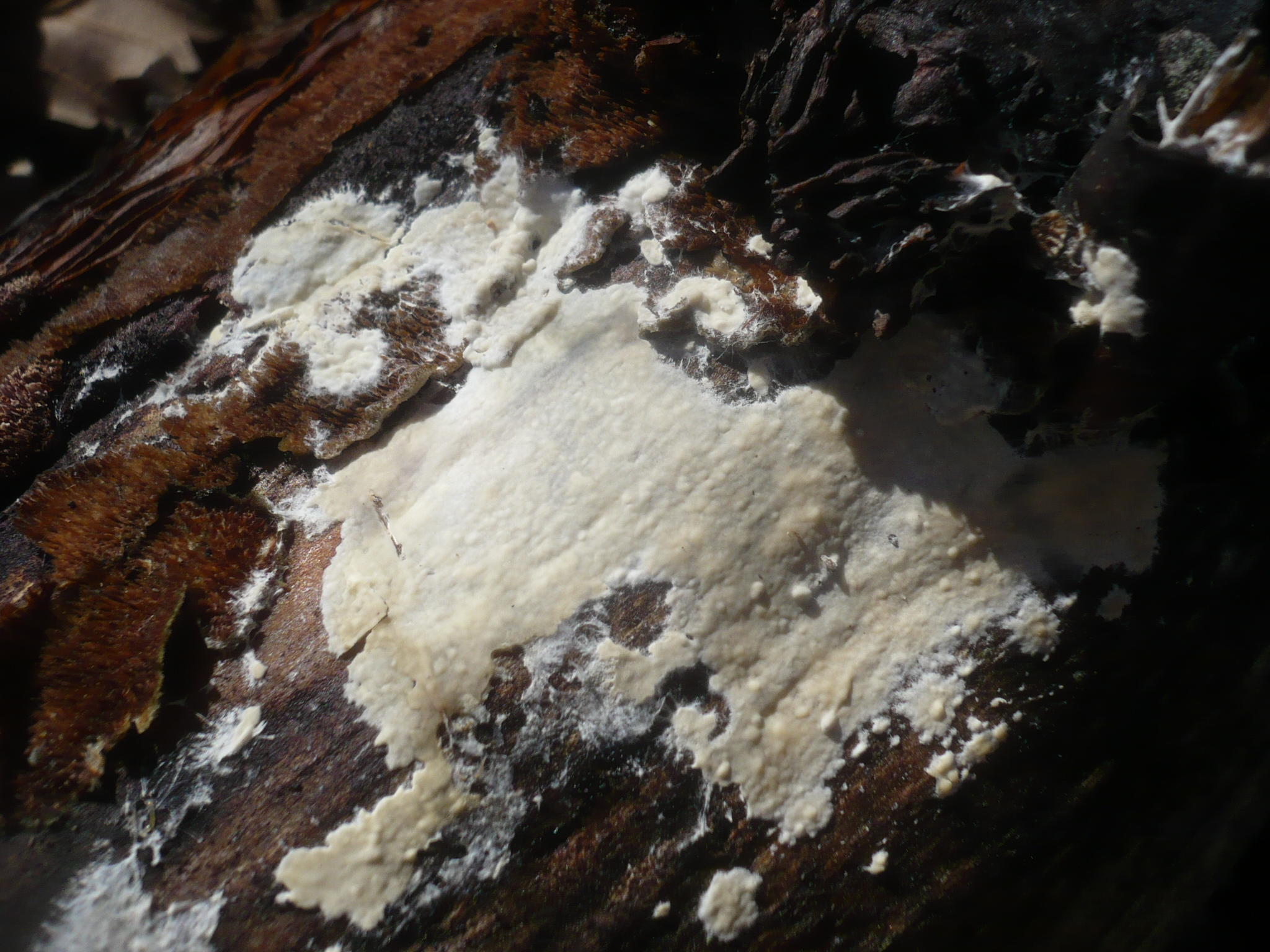